# Titularbistum Naiera
Naiera ist ein Titularbistum der römisch-katholischen Kirche.
Es geht zurück auf einen untergegangenen Bischofssitz in der Stadt Nájera in der spanischen Region La Rioja. Der Bischofssitz gehörte der Kirchenprovinz Tarragona an.
| Titularbischöfe von Naiera |                              |                                                        |                 |                   |
| Nr.                        | Name                         | Amt                                                    | von             | bis               |
| 1                          | Patrick Vincent Ahern        | Weihbischof in New York (USA)                          | 3. Februar 1970 | 19. März 2011     |
| 2                          | Timothée Bodika Mansiyai PSS | Weihbischof in Kinshasa (Demokratische Republik Kongo) | 1. Februar 2012 | 19. November 2016 |
| 3                          | Bernard Shlesinger           | Weihbischof in Atlanta (USA)                           | 15. Mai 2017    |                   |